# Карабаське нагір'я
Караба́ське нагі́р'я — вулканічне лавове нагір'я в Закавказзі, в Нагірно-Карабаській Республіці/Азербайджані і Вірменії, між Зангезурським і Карабаським хребтами. Максимальна висота 3616 м (гора Далідаг). Над поверхнею Карабаського нагір'я підносяться згаслі вулканічні конуси до 3581 м заввишки (г. Кизилбогаз). Характерні кам'яні розсипи (чингили); значна частина нагір'я покрита субальпійськими луками. Пасовищне тваринництво.
Найбільших висот (2750-3000 м) поверхня досягає на півночі і північному заході, а на південному сході воно знижується до 1370 м Карабаське нагір'я складено четвертинними лавами, що заповнили всі нерівності більш давнього рельєфу. На порівняно молодій поверхні розкидані чингили, що утворилися в результаті вивітрювання лав. Над поверхнею нагір'я піднімаються невисокі конуси погаслих вулканів. Часто їх кратери зайняті озерами. Тут налічується більше 40 високогірних озер, які займають тектонічні западини або зниження.
На південь Карабаське нагір'я переходить в Карабаське (Горисське) плато і далі в Приараксинську похилу рівнину і Геянський степ, їх позначки коливаються в межах 200–300 м над рівнем океану.
Карабаське нагір'я є південною частиною Закавказького нагір'я. Воно з усіх боків закрито хребтами Малого Кавказу від несучих вологу західних вітрів. Клімат на самому нагір'я — помірно теплий, проте взимку трапляються морози до 15-18°С. Опадів випадає від 400 до 600 мм, тому тут переважають гірські степи і посушливі (арчові і арчово-фісташкові) рідколісся. На схилах навколишніх нагір'я хребтів стає прохолодніше, а кількість опадів збільшується до 600 мм. Приблизно до висоти 2000 м над рівнем моря схили гір покриті дубово-грабовими лісами, перемежованими з луками і рідколіссям, а вище розташовується смуга субальпийських і альпійських луків. У передгір'ях ліси змінюються посухостійким рідколіссям, яке на Приараксинській рівнині і в Гіянському степу переходить в сухі степи і напівпустелі.
Головні річки — Тертер, Акера. Живлення річок головним чином ґрунтове (45-70%) і талими сніговими (30-40%) водами. На річках з високорозташованих водозборами (Тертер) ґрунтове живлення збільшується до 65-70%, що пояснюється високою фільтраційною здатністю порід, що складають поверхню Карабаського вулканічного нагір'я.

## Ресурси Інтернету
- Карабаське нагір'я на сайті Туризм в Азербайджані(рос.)